# Condica epopea
Condica epopea là một loài bướm đêm trong họ Noctuidae.